# Paul Schulz-Kiesow
Paul Schulz-Kiesow (* 8. Januar 1894 in Hamburg; † 26. Januar 1964 ebenda) war ein deutscher Ökonom und Verkehrswissenschaftler. Er lehrte an der Universität Hamburg.

## Leben
Nach einer kaufmännischen Lehre in den Jahren 1911 bis 1914 studierte Schulz-Kiesow von 1919 bis 1925 an der Hamburger Universität. 1925 wurde er in Hamburg mit einer Arbeit über Kassenhaltung promoviert. Von 1925 bis 1931 war er Assistent am Sozialökonomischen Seminar der Hamburger Universität und habilitierte sich 1927 in Hamburg für das Fach Sozialökonomie. Seit 1931 war er Referent für Verkehrspolitik am Hamburger Weltwirtschafts-Archiv. 1933 wurde Schulz-Kiesow Mitglied der NSDAP, und im November 1933 unterschrieb er das Bekenntnis der deutschen Professoren zu Adolf Hitler. Er übernahm zahlreiche Aufgaben im Rahmen der lokalen Parteipolitik, unter anderem als Gauwirtschaftsführer. Von 1936 bis 1945 war er Leiter (Obmann) der Hamburger Hochschularbeitsgemeinschaft für Raumforschung. 1937 wurde er zum beamteten außerordentlichen Professor ernannt, 1942 erhielt er ein Ordinariat für Verkehrswissenschaft an der Universität Hamburg.
1945 wurde Schulz-Kiesow wegen seiner politischen Vergangenheit entlassen. Seine Wiederbeschäftigung wurde noch 1953 von der Fakultät als „auf keinen Fall tragbar“ abgelehnt.

## Schriften
- Die Finanzierung des Aufschwungs, Hamburg 1927 (Habilitationsschrift), Rostock 1933
- Das kartellierte Meer, 1938
- Die Eisenbahngütertarifpolitik in ihrer Wirkung auf den industriellen Standort und die Raumordnung: zugleich ein volkswirtschaftliches Lehrbuch der Eisenbahngütertarifpolitik, Heidelberg 1940
- Die Eigenhandels- und Verkehrsstruktur der Häfen Hamburg und Bremen im Blickfeld der Europäischen Wirtschaftsgemeinschaft, Düsseldorf 1958